# 岡山県共通バスカード
岡山県共通バスカード（おかやまけんきょうつうバスカード）は、岡山県共通バス回数券の後継として1996年3月に登場した岡山県内に路線を持つバス事業者（日生運輸・ロウズ観光・神姫バスを除く）及び岡山電気軌道の路面電車で共通に使用できたプリペイドカードであったが、共通バスカードは2008年10月1日に廃止され、ICカードや自社専用カードへ変更になった。
前払い式（均一料金）の場合は乗車時に、後払い式（対キロ制）の場合は乗車時と降車時に、それぞれ乗降車口付近にあるカードリーダ・ライタに通して利用する。

## 沿革
- 1994年
  - 3月1日 岡山電気軌道の路面電車で電車カードが利用開始になる。
- 1996年
  - 3月1日 両備バス、岡山電気軌道、中鉄バス、宇野バス、下電バス、中国ジェイアールバス（現・JRバス中国）で利用開始になる。この日から電車カードも各社のバスにも利用可能になる。
  - 9月1日 井笠鉄道、備北バスが参入する。
- 2005年5月15日 琴参バスが瀬戸大橋線の「櫃石 - JR児島駅前」間撤退に伴い、同区間の運行が下電バスのみになったために、瀬戸大橋線でもバスカードが利用可能になる。
- 2006年10月1日 両備バス、岡山電気軌道、下電バスが55路線で共通バスカードの後継として、両備グループが主体として開発されたICカードHarecaの利用開始。（2008年6月に東備バスと上記の3社の全路線で利用可能になる。）
- 2008年
  - 7月15日 共通バスカードの廃止を発表。
  - 7月22日 中鉄バスが国道53号線方面の路線で岡電バスとの共同運行化するために同区間のバスのみHarecaの利用を開始。
  - 9月10日 両備バス、岡山電気軌道、下電バス、中国ジェイアールバスがカードの販売を終了。
  - 10月1日 共通バスカードの廃止に伴い、中国ジェイアールバスは代替されず完全に廃止されたが、それ以外の共通バスカード導入業者は、ICカードHareca（PiTaPa・ICOCAも利用可能）に移行した会社と、代替カード「自社専用バスカード」の販売を開始（共通バスカードも自社発行分のみ継続して利用が可能）に移行した会社に分かれた。
- 2009年
  - 2月14日 井笠鉄道福山自動車営業所管内の一部車両でPASPYを導入。
  - 5月1日 共通バスカードの払い戻しが発行会社別となる。
- 2012年
  - 3月19日 岡山県議会では陳情第二号「バス共通ICカード「Hareca」の宇野バス等未導入事業者の導入促進に関することについて」が採択。
  - 10月12日 井笠鉄道のバス事業廃止が発表され、カードの販売を終了。
  - 10月31日 井笠鉄道がバス事業の廃止に伴い、全路線でバスカード取り扱い終了。
- 2013年
  - 3月12日 宇野バスでHarecaの利用を開始。
  - 3月31日 宇野バスがカードの販売を終了。
  - 7月31日 宇野バスがバスカード取り扱い終了してICカードHarecaに移行。
  - 9月30日 両備バス、岡山電気軌道、下電バス、中国ジェイアールバスが共通バスカードの払戻終了。
- 2017年
  - 10月1日　宇野バスを除くHareca導入社で全国相互利用サービス対応のICカードの利用を開始。
- 2018年
  - 7月31日 宇野バス専用バスカードの払戻終了。
- 2021年
  - 8月2日  中鉄バスが岡山空港リムジンバスでHareca・全国相互利用サービス対応のICカードの利用を開始。
  - 9月30日 中鉄バスが岡山営業所の一部販売場所でカードの販売を終了。
  - 10月1日 中鉄バスが残る全路線（新本線を除く）でHarecaの利用を開始。
  - 12月28日  中鉄バスが新本線でバスカード取り扱い終了（代替されず完全に廃止）。
  - 12月31日  中鉄バスが残る全路線でバスカード取り扱い終了してICカードHarecaに移行。

## 概要
- 発売額は500円、1,000円、2,000円、5,000円、10,000円の5種。
- 子供用や複数人用はないので、小児や複数の方が利用する場合には、カードを通す前に乗務員にその旨を告げて精算する必要がある。
- 1,000円券は岡山電気軌道（路面電車）でのみ「電車カード」という名称での販売していた。
- 500円券は両備バス、岡山電気軌道、下電バスみの発売していたが、プレミア額は付かなかった。
- 中国ジェイアールバスは2,000円券のみの発売していた。
- 1,000円券と2,000円券と5,000円券はそれぞれ発売額の10%のプレミア（1,000円券は1,100円分、2,000円券は2,200円分、5,000円券は5,500円分利用可能）、10,000円券は発売額の13%のプレミア（11,300円分利用可能）が付く。いわば、“回数券カード”の役割を果たしていた。
- 岡山電気軌道、両備ホールディングス、下津井電鉄では、2006年10月1日からICカード「Hareca」が運用を開始している。
- イメージキャラクターは「MOBACHAN」（もばちゃん）
- 精算システムの更新に多額の費用がかかることなどを理由に、2008年9月30日をもって廃止された。
- 2008年7月15日、岡山県バス協会及び取り扱い事業者各社が、同年9月末をもって岡山県共通バスカードを廃止すると発表した。理由としては、1996年3月の導入開始から約12年が経過し、システムの老朽化や共有する精算ソフトの生産が打ち切られたことにより、維持が困難となったことが挙げられる。これに伴い、廃止後は各社とも取り扱い方法が大幅に見直された。

## 現在でも利用できる事業者
◇はカード発行会社、無印は利用のみ可能会社
2022年1月1日現在、発売額は2,000円、5,000円、10,000円の3種。プレミアは廃止前の共通バスカードと同じ額。
共通バスカードでも共通利用は出来ず、発行した会社のみ利用可能で、下記の2社以外の発行の元共通バスカードは利用出来ない。共通バスカードの時代とは異なり、乗継割引がない。
各社とも自社発行分の元共通バスカードと、2008年10月1日から販売開始された自社専用バスカードのみ使用可能である。
- 中鉄北部バス（全線）
  - 中鉄バス発行の元共通バスカードと、中鉄バス専用バスカードのみ使用可能。

- ◇備北バス（高速バスを除く全線）
  - 備北バス発行の元共通バスカードと、備北バス専用バスカードのみ使用可能[2]。

## 過去に利用できた（現在は利用できない）事業者
◇はカード発行会社、◆は自社バスカード導入会社、無印は利用のみ可能会社
2008年9月30日をもってバスカードの取扱いを終了した事業者。
- ◇岡山電気軌道（岡電バス・路面電車全線）
- ◇両備バス（高速バスを除く全線）
- 東備バス（全線）
- ◇下電バス（高速バスを除く全線）
  - 琴平参宮電鉄（琴参バス）との共同運行路線の児島駅 - 与島PA）は利用不可であったが琴参バスが休止した以降は利用可能になった。
- ◇中鉄バス（53号線方面の天満屋バスセンター（天満屋BS）・岡山駅 - 免許センター線、半田山ハイツ・本村線、国立病院線[3]）

共通バスカードから、ICカードHareca（PiTaPa・ICOCAも利用可能）に移行。
- ◇中国ジェイアールバス（現・JRバス中国）（岡山支店管轄路線のみだが、廃止時には1路線（中庄駅 - 清心学園）のため、2,000円のみの発売となっていた。）

共通バスカードから、ICカードは導入せず廃止。
2012年10月31日をもってバスカードの取扱いを終了した事業者。
- ◇◆井笠鉄道（真備さいくるバス・井原地区以外の井原あいあいバス・福山市内まわローズ・高速バスを除く全線）

福山自動車営業所所属車両は導入が遅れた。
福山自動車営業所の一部車両のみ中国バス・鞆鉄道との関係上PASPYを別途導入し、鞆鉄道のPASPYを車内及び福山駅前案内所で委託販売していた。
中国バスとの共同運行路線（幕山団地・大谷台団地線等）では、国道2号線で自社単独運行便と重複する区間があるため、井笠バス運行便での利用を可能としていた。
バス事業廃止による井笠バス専用バスカードから、ICカードに移行せず廃止。
2013年7月31日をもってバスカードの取扱いを終了した事業者。
- ◇◆宇野バス（全線）

1998年以降、車内の自動販売機で販売していた。（2012年の最新車両を除く。）
宇野バス専用バスカードから、ICカードHareca（スルッとKANSAIに加盟していないため、PiTaPa・ICOCAは利用不可）に移行。
2021年12月31日をもってバスカードの取扱いを終了した事業者。
- ◇◆中鉄バス（御津・建部コミュニティバスと53号線方面線と高速バスを除く全線）

国道180号線方面・吉備中央町（下加茂・杉谷・福沢）方面
中鉄バス専用バスカードから、 ICカードHareca（全国相互利用サービス対応のICカードは利用不可）に移行（新本線を除く全線）。
岡山空港リムジンバス
中鉄バス専用バスカードから、ICカードHareca（全国相互利用サービス対応のICカードも利用可能）に移行。
上記の通り、両備グループが主体となり後継のICカード「Hareca」を開発し、グループ企業の両備バス・岡電バスと、同グループと親密な関係にある下津井電鉄が「Hareca」に移行する一方、両備グループと距離を置く他の各社がこれに追随しないと言う分裂状態となった。これにより、岡山市内バス共通回数券（すでに廃止）以来行われてきた乗車券共通化の流れは幕を下ろすこととなった。

## 払い戻し
- バスカードの残額は、発行元のバス会社でのみ可能である。
- 井笠鉄道発行のバスカードの払い戻しは不可のため、処分対応。
- 2013年9月30日まで、両備・岡電・下電・JRバス発行のバスカードの払戻可能。2018年7月31日まで、宇野バス発行のバスカードの払戻可能。
- 中鉄バス発行のバスカードの払い戻しは使用した路線によって異なる。
  - 2026年12月31日まで、 岡山桃太郎空港リムジンバス・国道180号線（吉備津神社・稲荷山・大井線・ 三門経由国立病院線を除く）方面と吉備中央町（下加茂・杉谷・福沢）方面・総社駅 - 新本線のみで使用したバスカードの払戻可能。両備・東備・岡電・下電・JRバス・井笠・宇野・国道53号線・北長瀬中庄線のみで使用したバスカードは無効。

## 関連記事
- 路線バス
- Hareca（2006年10月1日に岡山地区の3社で導入されたICカード乗車券）
- PASPY（過去に井笠鉄道の一部路線で導入した広島地区のICカード乗車券）